# Équipe d'Espagne féminine de basket-ball à trois
Cet article traite de l'équipe féminine de basket-ball à trois. Pour l'équipe masculine de basket-ball à trois, voir Équipe d'Espagne masculine de basket-ball à trois.
Maillots
L'équipe nationale féminine d'Espagne 3×3 est l'équipe de Basket-ball à trois représentant l'Espagne dans les compétitions internationales féminines, elle est organisée et gérée par la Fédération espagnole de basket-ball (Federación Española de Baloncesto ou FEB).
L'équipe d'Espagne a remporté deux trophées, un lors de la Coupe d'Europe de basket-ball 3×3 2021 qui s'est déroulé à Paris et le deuxième lors des Jeux méditerranéens de 2022 qui se sont déroulés à Oran en Algérie.
Elle est médaillée d'argent aux Jeux olympiques de 2024 à Paris.

## Histoire
Lors de la Coupe du monde 2019, Aitana Cuevas, septième joueuse mondiale, est la meilleure marqueuse du tournoi avec une moyenne de 8 points par match et mène l'Espagne en quart de finale.

## Résultats

### Palmarès
| Compétitions mondiales                                         | Compétitions continentales | Autres compétitions                                               |
| -------------------------------------------------------------- | --- | ----------------------------------------------------------------- |
| - Jeux olympiques - Finaliste en 2024 - Coupe du monde - Néant | - Coupe d'Europe (2) - Vainqueur en 2021 et 2024 - Finaliste en 2017, 2019 et 2023 - Jeux européens - Troisième en 2015 et 2023 | - Jeux méditerranéens (1) - Vainqueur en 2022 - Finaliste en 2018 |

### Parcours en compétitions internationales

#### Jeux olympiques
| Année | Position      |      | Année | Position |
| 2020  | Non qualifiée | 2028 | -     |          |
| 2024  | Finaliste     | 2032 | -     |          |

#### Coupe du monde
| Année | Position |      | Année | Position     |   | Année | Position |
| 2012  | 10e      | 2019 | 5e    | 2027         | - |       |          |
| 2014  | 9e       | 2022 | 5e    | Pays inconnu | - |       |          |
| 2016  | 4e       | 2023 | 8e    | Pays inconnu | - |       |          |
| 2017  | 8e       | 2025 | 7e    | Pays inconnu | - |       |          |
| 2018  | 7e       | 2026 | -     | Pays inconnu | - |       |          |

#### Coupe d'Europe
| Année | Position  |      | Année     | Position     |   | Année | Position |
| 2014  | 10e       | 2021 | Vainqueur | 2026         | - |       |          |
| 2016  | 8e        | 2022 | 4e        | Pays inconnu | - |       |          |
| 2017  | Finaliste | 2023 | Finaliste | Pays inconnu | - |       |          |
| 2018  | 6e        | 2024 | Vainqueur | Pays inconnu | - |       |          |
| 2019  | Finaliste | 2025 | -         | Pays inconnu | - |       |          |